# 哈利法·本·哈邁德·阿勒薩尼
謝赫哈利法·本·哈邁德·阿勒薩尼（阿拉伯文：خليفة بن حمد آل ثاني）（1932年9月17日—2016年10月23日），卡達的埃米爾，1972年至1995年在位。
哈利法於1972年自堂兄艾哈邁德·本·阿里·阿勒薩尼奪權成為埃米爾。他在位後期卡達開始開採北方氣田，世界上最大的天然氣田。1995年哈利法被政變推翻，其子哈邁德繼位。哈利法於2016年去世。